# Liste der Orte in Mannheim
Die Liste der Orte in Mannheim listet die geographisch getrennten Orte (Stadtteile, Dörfer, Weiler, Höfe, Wohnplätze) im Stadtkreis Mannheim in Baden-Württemberg auf.

## Systematische Liste
Alphabet der Stadtbezirke mit den zugehörigen Stadtteilen und Orten.
Das Stadtgebiet von Mannheim gliedert sich in sechs innere und elf äußere Stadtbezirke:
- Innere Stadtbezirke:
  - Innenstadt/Jungbusch
  - Lindenhof
  - Neckarstadt-Ost
  - Neckarstadt-West
  - Neuostheim/Neuhermsheim
  - Schwetzingerstadt/Oststadt
- Äußere Stadtbezirke:
  - Feudenheim
  - Friedrichsfeld
  - Käfertal
  - Neckarau
  - Rheinau
  - Sandhofen
  - Schönau
  - Seckenheim
  - Vogelstang
  - Waldhof
  - Wallstadt

Die Stadtbezirke sind weiter untergliedert in Stadtteile und Statistische Bezirke.

## Alphabetische Liste
In Fettschrift erscheinen die Stadtbezirke, in Normalschrift die Stadtteile und in Kursivschrift Wohnplätze, Höfe und Häuser:
| - Almenhof zu Neckarau - Alteichwald - Benjamin-Franklin-Village - Blumenau - Casterfeld - Dehus - Feudenheim - Feudenheim zu Feudenheim - Friedrichsfeld - Friedrichsfeld zu Friedrichsfeld - Friesenheimer Insel - Gartenstadt zu Waldhof - Hallenweg - Handelshafen - Hochstätt zu Seckenheim - Innenstadt/Jungbusch - Innenstadt/Jungbusch zu Innenstadt/Jungbusch - Käfertal - Käfertal zu Käfertal - Käfertal-Süd - Karlstern - Kirschgartshausen - Lindenhof - Lindenhof zu Lindenhof - Luzenberg zu Waldhof - Mallau | - Neckarau - Neckarau zu Neckarau - Neckarstadt-Ost - Neckarstadt-Ost zu Neckarstadt-Ost - Neckarstadt-West - Neckarstadt-West zu Neckarstadt-West - Neuostheim/Neuhermsheim - Neuostheim zu Neuostheim/Neuhermsheim - Neuhermsheim zu Neuostheim/Neuhermsheim - Niederfeld zu Neckarau - Oststadt zu Schwetzingerstadt/Oststadt - Pfingstberg - Rheinau - Rheinau zu Rheinau - Rheinauhafen - Rheinau-Süd - Sandhofen - Sandhofen zu Sandhofen - Sandtorf - Scharhof - Schönau - Schönau zu Schönau - Schwetzingerstadt/Oststadt - Schwetzingerstadt zu Schwetzingerstadt/Oststadt - Seckenheim - Seckenheim zu Seckenheim - Sonnenschein - Sonnenschein-Siedlung - Speckweggebiet - Straßenheim - Suebenheim - Vogelstang - Vogelstang zu Vogelstang - Waldhof - Waldhof zu Waldhof - Wallstadt - Wallstadt zu Wallstadt - Wohlgelegen |